# Tatsuki Suzuki
Tatsuki Suzuki (鈴木 竜生, Suzuki Tatsuki, * 24. September 1997 in Chiba) ist ein ehemaliger japanischer Motorradrennfahrer, der zuletzt in der Moto3-Klasse in der Motorrad-Weltmeisterschaft an den Start ging.

## Karriere
Suzuki gab sein Debüt in der Motorrad-Weltmeisterschaft 2015 in der Moto3-Klasse im CIP-Team auf einer Mahindra. Sein Teamkollege war der Australier Remy Gardner. Er erreichte sein bestes Saisonresultat und seine erste Punkteplatzierung beim Großen Preis von Großbritannien in Silverstone mit dem zehnten Platz. Suzuki verblieb 2016 im Team. Er erreichte sieben Punkteplatzierungen, die beste davon war der elfte Platz beim Großen Preis von Deutschland auf dem Sachsenring. Er schloss die Saison als 27. der Gesamtwertung ab.
Zur Saison 2017 wechselte Suzuki ins neue Team SIC58 Squadra Corse von Paolo Simoncelli, dem Vater von Marco Simoncelli, wo er auf einer Honda startete. Er schloss die Saison als 14. mit 71 Punkten ab und ließ seinen Teamkollegen Tony Arbolino, der nur zwei Punkte sammelte, deutlich hinter sich. Auch 2018 verblieb Suzuki im Team und wurde erneut 14. mit 71 Punkten. Sein neuer Teamkollege, der Routinier Niccolò Antonelli sammelte gleich viele Punkte. Beide hatten gleich viele vierte und fünfte Plätze, da Suzuki jedoch zweimal Sechster wurde, wurde er vor seinem Teamkollegen gewertet.
2019 holte Suzuki als Zweiter hinter Antonelli beim Großen Preis von Spanien in Jerez seinen ersten Podestplatz und gewann beim Grand Prix von San Marino in Misano seinen ersten WM-Lauf. Er wurde am Saisonende WM-Achter, allerdings einen Platz hinter Antonelli.
Auch 2020 bleiben Suzuki und Antonelli im selben Team. In den ersten drei Rennen fuhr der Japaner jeweils auf die Pole-Position. Beim dritten Rennen, dem Großen Preis von Andalusien, fuhr Suzuki seinen zweiten Moto3-Sieg ein. Er konnte Antonelli wieder teamintern besiegen, verschlechterte sich jedoch auf den zwölften Gesamtrang.
2021 verbleibt Suzuki ein fünftes Jahr in Folge im Team, sein neuer Teamkollege allerdings ist der Franzose Lorenzo Fellon.

## Trivia
Suzuki spricht neben Japanisch und Englisch noch fließend Italienisch.

## Statistik

### Erfolge
- 3 Grand-Prix-Siege

### In der Motorrad-Weltmeisterschaft
(Stand: Saisonende 2024)
| Saison | Klasse | Team                          | Motorrad  | Rennen | Siege | Zweiter | Dritter | Poles | Schn. Rennrunden | Punkte | Ergebnis |
| ------ | ------ | ----------------------------- | --------- | ------ | ----- | ------- | ------- | ----- | ---------------- | ------ | -------- |
| 2015   | Moto3  | Team CIP Green Power          | Mahindra  | 18     | –     | –       | –       | –     | –                | 9      | 28.      |
| 2016   | Moto3  | Team CIP Green Power          | Mahindra  | 18     | –     | –       | –       | –     | –                | 16     | 27.      |
| 2017   | Moto3  | SIC58 Squadra Corse           | Honda     | 18     | –     | –       | –       | –     | –                | 71     | 14.      |
| 2018   | Moto3  | SIC58 Squadra Corse           | Honda     | 17     | –     | –       | –       | –     | –                | 71     | 14.      |
| 2019   | Moto3  | SIC58 Squadra Corse           | Honda     | 19     | 1     | 1       | –       | 1     | 2                | 124    | 8.       |
| 2020   | Moto3  | SIC58 Squadra Corse           | Honda     | 13     | 1     | –       | 1       | 3     | –                | 83     | 12.      |
| 2021   | Moto3  | SIC58 Squadra Corse           | Honda     | 18     | –     | –       | –       | 2     | 1                | 76     | 14.      |
| 2022   | Moto3  | Leopard Racing                | Honda     | 20     | –     | 1       | 2       | 1     | –                | 130    | 7.       |
| 2023   | Moto3  | Leopard Racing                | Honda     | 12     | 1     | –       | –       | –     | –                | 50     | 19.      |
| 2024   | Moto3  | Liqui Moly Husqvarna IntactGP | Husqvarna | 20     | –     | –       | –       | –     | 2                | 91     | 14.      |
| Gesamt | Gesamt | Gesamt                        | Gesamt    | 173    | 3     | 2       | 3       | 7     | 5                | 721    |          |

Grand-Prix-Siege
| Saison | Klasse | Rennen      |
| ------ | ------ | ----------- |
| 2019   | Moto3  | San Marino  |
| 2020   | Moto3  | Andalusien  |
| 2023   | Moto3  | Argentinien |